# Locomotora dièsel

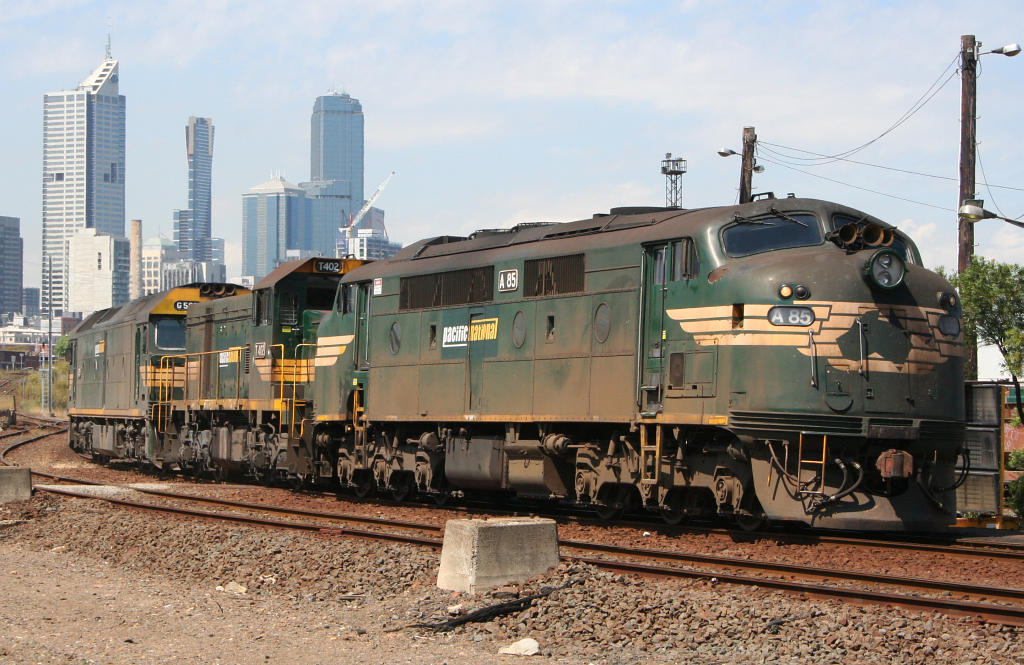
Locomotores dièsel a Austràlia.

Una locomotora dièsel o tren dièsel  és un tipus de locomotora de ferrocarril la qual és moguda per un motor dièsel el qual va ser inventat per Rudolf Diesel. S'han desenvolupat diversos tipus de locomotores dièsel.

## Primers temps
La primera locomotora amb motor de petroli es va construir per al Royal Arsenal, Woolwich, Anglaterra, el 1896, fent servir un motor dissenyat per Herbert Akroyd Stuart. No era estrictament una locomotora dièsel perquè usava un motor de bulb calent (també conegut com un semi-dièsel) però en va ser la precursora.
Les primeres locomotores accionades per motors de combustió interna utilitzaven gasolina com a combustible. Poc després que Rudolf Diesel patentés el su motor dièsel el 1892, es va considerar la seva aplicació a la propulsió dels ferrocarrils. Tanmateix el progrés va ser lent, per la seva pobra relació entre l'energia proporcionada i el pes en els primers motors i també per la dificultat inherent en aplicar l'energia mecànica a múltiples rodes conductores.
Millores graduals en els motors dièsel (moltes d'elles desenvolupades per Sulzer Ltd. a Suïssa, amb qui el Dr. Diesel va estar associat durant un temps) reduïren la mida física i milloraren la relació de l'energia amb el pes fins que els motors dièsel van poder ser muntats en una lovcomotora. Cap a 1925 un petit nombre de locomotores dièsel de 600 cavalls ja operaven als Estats Units. El 1930, Armstrong Whitworth del Regne Unit va preparar dues locomotores de 1.200 cavalls, fent servir motors dissenyats per Sulzer, al ferrocarril del Gran Buenos Aires del Sud a Argentina.
Cap a mitjan dècada de 1950 les locomotores dièsel ja estaven en camí de ser el tipus de locomotora dominant en molts països, ja que oferien més flexibilitat i prestacions que les locomotores a vapor i també costos de manteniment més baixos que les locomotores elèctriques. Actualment, gairebé totes les locomotores dièsel són dièsel i elèctriques, encara que també el tipus dièsel-hidràulic es va fer servir àmpliament entre la dècada de 1950 i la de 1970.
La locomotora dièsel soviètica TEP80-0002 es diu que va tenir el rècord mundial de velocitat per a una locomotora dièsel, ja que va arribar a 271 km/h el 5 d'octubre de 1993.